# Liste de variétés de lin cultivé

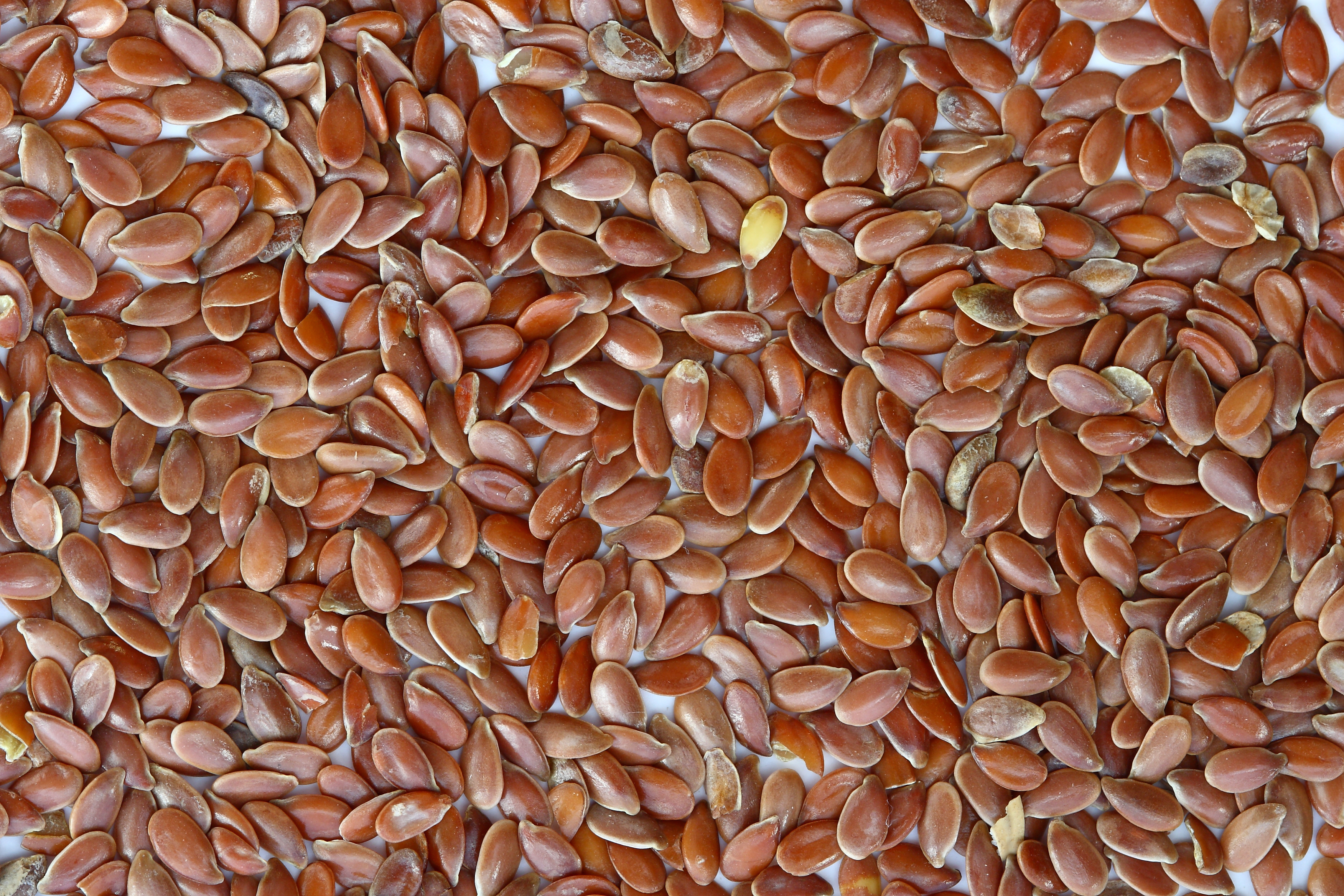
Graines de lin brunes

Les variétés de lin cultivé (Linum usitatissimum L.) comptent une soixantaine en France, et environ 180 dans l'UE, de cultivars inscrits dans les Catalogues officiels français et européens. Il y a plus de 200 variétés cultivées dans la liste destinée au commerce international de l'OCDE.
 
Dans le monde, il y a environ 10 000 lignées pures ou écotypes conservés dans des collections. 

## Cultivars
Il faut compter presque 15 ans pour la création d'un type variétal du lin cultivé, de lignée pure, possédant ses propres caractéristiques génétiques, stables, jusqu'à sa mise sur le marché. Cette culture sélective vise une productivité, en fibres fines et longues (filage textile pour vêtements) pour le lin textile (ou lin fibre), une utilisation moindre d'engrais et de pesticides, ainsi qu'une meilleure résistance à la verse et aux maladies. 

### Liste de variétés de lin cultivé dans les pays membres de l'OCDE
Destinée au commerce international, la liste annuelle des variétés certifiables de l'Organisation de coopération et de développement économiques (OCDE) comprend 222 cultivars de Linum usitatissimum. Cette liste est garantie par le Système de semences de l'OCDE des plantes crucifères et autres espèces oléagineuses ou à fibres.

### Liste de variétés de lin cultivé en Europe
La liste du Catalogue officiel européen contient 181 entrées, dont quelques cultivars supprimés mais encore autorisés à la vente.

### Liste de variétés de lin cultivé en France
La liste du Catalogue officiel français recouvre les variétés de lin fibre (lin textile) et de lin graine (lin oléagineux).
| Nom         | Utilisation | Saison    | Obtenteur(s)                                   | Mainteneur                   | Pays obtenteur | Année(s)    |
| ----------- | ----------- | --------- | ---------------------------------------------- | ---------------------------- | -------------- | ----------- |
| 'Alizee'    | lin fibre   | printemps | Terre de lin Sca                               | Terre de lin Sca             | France         | 2003 / 2013 |
| 'Alpaga'    | lin graine  | hiver     | GIE Linéa Semences de lin                      | GIE Linéa Semences de lin    | France         | 2013        |
| 'Altea'     | lin fibre   | printemps | GIE Linéa Semences de lin                      | GIE Linéa Semences de lin    | France         | 2010        |
| 'Altess'    | lin graine  | printemps | INRA / GIE Linéa Semences de lin               | GIE Linéa Semences de lin    | France         | 2006        |
| 'Amina'     | lin fibre   | printemps | Cebeco Seeds BV                                | Limagrain Nederland BV       | Pays-Bas       | 2007        |
| 'Andrea'    | lin fibre   | printemps | GIE Linéa Semences de lin                      | GIE Linéa Semences de lin    | France         | 2008        |
| 'Angora'    | lin graine  | hiver     | GIE Linéa Semences de lin                      | GIE Linéa Semences de lin    | France         | 2013        |
| 'Aramis'    | lin fibre   | printemps | Terre de lin Sca                               | Terre de lin Sca             | France         | 2011        |
| 'Aretha'    | lin fibre   | printemps | Cebeco Seeds BV                                | Limagrain Nederland BV       | Pays-Bas       | 2008        |
| 'Aries'     | lin graine  | printemps | Cebeco Seeds BV                                | Limagrain Nederland BV       | Pays-Bas       | 2009        |
| 'Arkéa'     | lin fibre   | printemps | GIE Linéa Semences de lin                      | GIE Linéa Semences de lin    | France         | 2015        |
| 'Astral'    | lin graine  | printemps | Laboulet Semences                              | Laboulet Semences            | France         | 2001        |
| 'Avian'     | lin fibre   | printemps | Wiersum Plantbreeding BV                       | Wiersum Plantbreeding BV     | Pays-Bas       | 2013        |
| 'Axelle'    | lin fibre   | printemps | Wiersum Plantbreeding BV                       | Wiersum Plantbreeding BV     | Pays-Bas       | 2014        |
| 'Baladin'   | lin graine  | printemps | Laboulet Semences                              | Laboulet Semences            | France         | 2007        |
| 'Banquise'  | lin graine  | hiver     | Agri Obtentions SA / GIE Linéa Semences de lin | GIE Linéa Semences de lin    | France         | 2008        |
| 'Blizzard'  | lin graine  | hiver     | Agri Obtentions SA / GIE Linéa Semences de lin | GIE Linéa Semences de lin    | France         | 2011        |
| 'Bolchoï'   | lin fibre   | printemps | Terre de lin Sca                               | Terre de lin Sca             | France         | 2014        |
| 'Bonita'    | lin fibre   | printemps | Cebeco Seeds BV                                | Limagrain Nederland BV       | Pays-Bas       | 2006        |
| 'Boréal'    | lin fibre   | hiver     | Terre de lin Sca                               | Terre de lin Sca             | France         | 2006        |
| 'Calista'   | lin fibre   | printemps | Limagrain Nederland BV                         | Limagrain Nederland BV       | Pays-Bas       | 2009        |
| 'Chantal'   | lin fibre   | printemps | Wiersum Plantbreeding BV                       | Wiersum Plantbreeding BV     | Pays-Bas       | 2010        |
| 'Comtess'   | lin graine  | printemps | Agri Obtentions SA / GIE Linéa Semences de lin | GIE Linéa Semences de lin    | France         | 2009        |
| 'Christine' | lin fibre   | printemps | Wiersum Plantbreeding BV                       | Wiersum Plantbreeding BV     | Pays-Bas       | 2013        |
| 'Cristalin' | lin graine  | hiver     | Agri Obtentions SA / GIE Linéa Semences de lin | GIE Linéa Semences de lin    | France         | 2010        |
| 'Damara'    | lin fibre   | printemps | Limagrain Nederland BV                         | Limagrain Nederland BV       | Pays-Bas       | 2011        |
| 'Drakkar'   | lin fibre   | printemps | Terre de lin Sca                               | Terre de lin Sca             | France         | 2003 / 2013 |
| 'Duchess'   | lin graine  | printemps | Agri Obtentions SA / GIE Linéa Semences de lin | GIE Linéa Semences de lin    | France         | 2009        |
| 'Eden'      | lin fibre   | printemps | Terre de lin Sca                               | Terre de lin Sca             | France         | 2009        |
| 'Elodie'    | lin fibre   | printemps | Van de Bilt Zaden en Vlas                      | Van de Bilt Zaden en Vlas    | Pays-Bas       | 2011        |
| 'Eole'      | lin graine  | printemps | Lin 2000 SCA / INRA                            | GIE Linéa Semences de lin    | France         | 2002        |
| 'Eurodor'   | lin graine  | printemps | INRA / Lin 2000 Sca                            | GIE Linéa Semences de lin    | France         | 2003 / 2013 |
| 'Evea'      | lin fibre   | printemps | GIE Linéa Semences de lin                      | GIE Linéa Semences de lin    | France         | 2010        |
| 'Everest'   | lin graine  | hiver     | INRA / GIE Linéa Semences de lin               | GIE Linéa Semences de lin    | France         | 2003 / 2013 |
| 'Festival'  | lin graine  | printemps | Laboulet Semences                              | Laboulet Semences            | France         | 2010        |
| 'Filéa'     | lin fibre   | printemps | GIE Linéa Semences de lin                      | GIE Linéa Semences de lin    | France         | 2012        |
| 'Frima'     | lin graine  | hiver     | GIE Linéa Semences de lin                      | GIE Linéa Semences de lin    | France         | 2014        |
| 'Glacial'   | lin graine  | hiver     | Laboulet Semences                              | Laboulet Semences            | France         | 2011        |
| 'Hivernal'  | lin graine  | hiver     | Laboulet Semences                              | Laboulet Semences            | France         | 2008        |
| 'Hotess'    | lin graine  | printemps | GIE Linéa Semences de lin                      | GIE Linéa Semences de lin    | France         | 2013        |
| 'Iceberg'   | lin graine  | hiver     | Agri Obtentions SA / GIE Linéa Semences de lin | GIE Linéa Semences de lin    | France         | 2009        |
| 'Jade'      | lin fibre   | hiver     | GIE Linéa Semences de lin                      | GIE Linéa Semences de lin    | France         | 2015        |
| 'Kaolin'    | lin graine  | printemps | Laboulet Semences                              | Laboulet Semences            | France         | 2008        |
| 'Linoal'    | lin graine  | printemps | Laboulet Semences                              | Laboulet Semences            | France         | 2007        |
| 'Lisette'   | lin fibre   | printemps | Landbouwbureau Wiersum BV                      | Wiersum Plantbreeding BV     | Pays-Bas       | 2012        |
| 'Lorea'     | lin fibre   | printemps | Lin 2000 SCA                                   | GIE Linéa Semences de lin    | France         | 2003 / 2013 |
| 'Lucie'     | lin fibre   | printemps | Van De Bilt Zaden en Vlas BV                   | Van De Bilt Zaden en Vlas BV | Pays-Bas       | 2012        |
| 'Magea'     | lin fibre   | printemps | GIE Linéa Semences de lin                      | GIE Linéa Semences de lin    | France         | 2013        |
| 'Marquise'  | lin graine  | printemps | GIE Linéa Semences de lin                      | GIE Linéa Semences de lin    | France         | 2012        |
| 'Marylin'   | lin fibre   | printemps | Landbouwbureau Wiersum BV                      | Wiersum Plantbreeding BV     | Pays-Bas       | 1998 / 2013 |
| 'Melina'    | lin fibre   | printemps | Cebeco Zaden BV                                | Limagrain Nederland BV       | Pays-Bas       | 2003 / 2013 |
| 'Nathalie'  | lin fibre   | printemps | Van De Bilt Zaden en Vlas BV                   | Van De Bilt Zaden en Vlas BV | Pays-Bas       | 2013        |
| 'Noemie'    | lin fibre   | printemps | Van De Bilt Zaden en Vlas BV                   | Van De Bilt Zaden en Vlas BV | Pays-Bas       | 2011        |
| 'Novéa'     | lin fibre   | printemps | GIE Linéa Semences de lin                      | GIE Linéa Semences de lin    | France         | 2014        |
| 'Odéa'      | lin fibre   | printemps | GIE Linéa Semences de lin                      | GIE Linéa Semences de lin    | France         | 2014        |
| 'Oleal'     | lin graine  | printemps | Laboulet Semences                              | Laboulet Semences            | France         | 2006        |
| 'Oleane'    | lin graine  | hiver     | Terre de lin Sca                               | Terre de lin Sca             | France         | 2006        |
| 'Omégalin'  | lin graine  | printemps | Terre de lin Sca                               | Terre de lin Sca             | France         | 2012        |
| 'Podium'    | lin fibre   | printemps | Terre de lin Sca                               | Terre de lin Sca             | France         | 2012        |
| 'Princess'  | lin graine  | printemps | Agri Obtentions SA / GIE Linéa Semences de lin | GIE Linéa Semences de lin    | France         | 2007        |
| 'Recital'   | lin graine  | printemps | Laboulet Semences                              | Laboulet Semences            | France         | 2003        |
| 'Sideral'   | lin graine  | hiver     | Laboulet Semences                              | Laboulet Semences            | France         | 2011        |
| 'Sofie'     | lin fibre   | printemps | Landbouwbureau Wiersum BV                      | Wiersum Plantbreeding BV     | Pays-Bas       | 2006        |
| 'Suzanne'   | lin fibre   | printemps | Landbouwbureau Wiersum BV                      | Wiersum Plantbreeding BV     | Pays-Bas       | 2004        |
| 'Télios'    | lin fibre   | printemps | Terre de lin Sca                               | Terre de lin Sca             | France         | 2012        |
| 'Toundra'   | lin fibre   | hiver     | Terre de lin Sca                               | Terre de lin Sca             | France         | 2012        |
| 'Valoal'    | lin graine  | printemps | Laboulet Semences                              | Laboulet Semences            | France         | 2008        |
| 'Vesta'     | lin fibre   | printemps | Cebeco Seeds BV                                | Limagrain Nederland BV       | Pays-Bas       | 2007        |
| 'Violin'    | lin fibre   | hiver     | GIE Linéa Semences de lin                      | GIE Linéa Semences de lin    | France         | 2009        |
| 'Vitalin'   | lin graine  | printemps | Terre de lin Sca                               | Terre de lin Sca             | France         | 2012        |
| 'Vivéa'     | lin fibre   | printemps | GIE Linéa Semences de lin                      | GIE Linéa Semences de lin    | France         | 2014        |

## Banques de gènes du lin
Dans le monde, il y a 84 banques de ressources phytogénétiques du lin.

Les principales collections nationales de lin (dont les lins sauvages, environ 200 dans le monde) sont :
- Russie : 5 à 6 000 lignées différentes à l'institut Vavilov (VIR), Saint-Pétersbourg[2]
- Roumanie : 4 910 à la Banque de Ressources Génétique Végétale, Suceava[9]
- Canada : 3 500 lignées provenant de 76 pays aux Ressources phytogénétiques du Canada (RPC), Centre de recherches de Saskatoon (CRS), Saskatoon (Saskatchewan)[10]
- Éthiopie : 3 110 à Biodiversity Conservation and Research Institute, Addis-Abeba[9]
- États-Unis : 2 815 à North Central Plant Introduction Station, Ames (IA)[9]
- Chine : 2 556 à Institute of Crop Germplasm Research (CAAS), Pékin[9]
- Chine : 2 165 à Institute of Food and Oil Crops, Shijiazhuang[9]
- France : 1 662 lignées issues de l'INRA[11] sont maintenues par Arvalis- Institut du végétal.

- sélectionneurs de sociétés privées, dont deux françaises, SCA Terre de Lin et GIE Linea Semences de lin, avec 1 000 lignées chacune[2]…